# Ethoxytriglycol
Ethoxytriglycol is een organische verbinding met als brutoformule C8H18O4. De stof komt voor als een kleurloze, bijna reukloze hygroscopische vloeistof, die zeer goed oplosbaar is in water. Het product is licht irriterend voor de huid, maar niet toxisch.

## Synthese
Ethoxytriglycol kan bereid worden uit reactie van methanol en etheenoxide.

## Toepassingen
Ethoxytriglycol wordt gebruikt als component in hydraulische vloeistoffen, als oplosmiddel voor verf en als kleurstofdragend middel bij het kleuren van textiel. Handelsnamen van de stof zijn Trioxitol, Poly-solv TE, Triethoxol, Dowanol TE en Emkanolets.